# Kwon Young-min
Kwon Young-min (koreanisch 권영민) (* 1946) ist ein südkoreanischer Diplomat.

## Leben
Er studierte von 1963 bis 1965 Germanistik an der Seoul National University bei Georg Neumann, DAAD-Lektor in Korea. 1969 trat er in den diplomatischen Dienst Südkoreas ein und wurde in Österreich und Deutschland eingesetzt. Es folgte eine Tätigkeit als Chef des Protokolls des südkoreanischen Präsidenten, später als Generalkonsul in Atlanta. Er wurde dann Botschafter in Norwegen. Im Jahr 2002 übernahm er das Amt des südkoreanischen Botschafters in Deutschland, das er bis 2005 innehatte. Zeitweise war er Vize-Präsident des Jeju Peace Institute. Er unterrichtet als Gastprofessor an der Soon Chun Hyang University.